# Canal Blaton-Ath
El Canal Blaton-Ath és un canal de Bèlgica que enllaça el canal Nimy-Blaton-Péronnes a Blaton amb el Dender canalitzat a Ath.

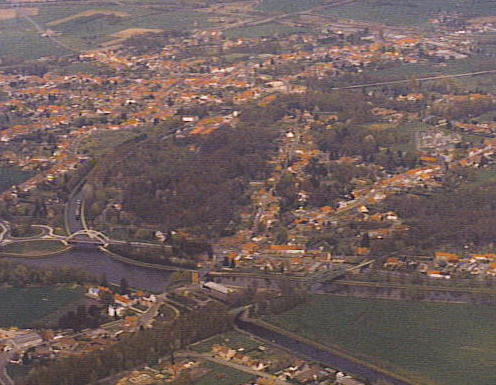
aiguabarreig dels canals Blaton-Ath i Nimy-Blaton-Péronnes

El canal va excavar-se de 1864 a 1868 segons la norma de Freycinet amb una capacitat màxima de 300 tones. Va mantindre el seu caràcter original com que mai no va haver-hi obres d'eixamplació o de modernització.
El canal va tenir un paper important entre les dues guerres mundial pel transport de carbó de les mines de l'Hainaut. Per superar els 27,39 m entre Blaton i Stambruges i uns altres 29 fins a Ath, hi ha 21 rescloses el fa el trànsit molt a poc a poc. Avui la seva utilitat econòmica no és gaire important. La velocitat màxima s'ha limitat a 3,6 km/h o 1,8 km/h en creuar una altra embarcació per a prevenir l'erosió dels marges.

## Rescloses

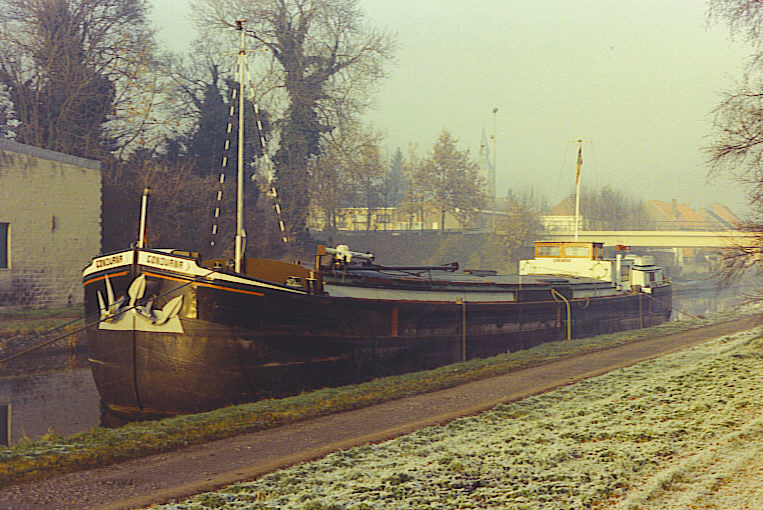
El canal a Blaton

| Rescloses       | Rescloses | Rescloses | Rescloses | Rescloses      | Rescloses |
| --------------- | --------- | --------- | --------- | -------------- | --------- |
| Localitat       | llargada  | amplada   | calat     | alçària llibre | desnivell |
| Blaton n°1      | 41,19 m   | 5,13      | 1,50 m    |                | 2,85 m    |
| Blaton n°2      | 41,21 m   | 5,15      | 1,50 m    |                | 2,82 m    |
| Blaton n°3      | 41,30 m   | 5,13      | 1,50 m    |                | 2,79 m    |
| Blaton n°4      | 41,11 m   | 5,15      | 1,50 m    | 3,90 m         | 2,79 m    |
| Blaton n°5      | 41,18 m   | 5,13      | 1,50 m    |                | 2,79 m    |
| Blaton n°6      | 41,17 m   | 5,11      | 1,50 m    |                | 2,79 m    |
| Grandglise n°7  | 41,21 m   | 5,14      | 1,50 m    |                | 2,79 m    |
| Grandglise n°8  | 41,25 m   | 5,18      | 1,50 m    |                | 2,79 m    |
| Grandglise n°9  | 41,21 m   | 5,11      | 1,50 m    |                | 2,79 m    |
| Stambruges n°10 | 41,24 m   | 5,15      | 1,50 m    |                | 2,79 m    |
| Beloeil n°11    | 41,05 m   | 5,14      | 1,50 m    |                | 2,90 m    |
| Beloeil n°12    | 41,20 m   | 5,16      | 1,50 m    |                | 2,90 m    |
| Beloeil n°13    | 41,15 m   | 5,17      | 1,50 m    |                | 2,90 m    |
| Beloeil n°14    | 41,08 m   | 5,16      | 1,50 m    |                | 2,90 m    |
| Ladeuze n°15    | 41,10 m   | 5,16      | 1,30 m    |                | 2,90 m    |
| Maffle n°16     | 41,10 m   | 5,16      | 1,30 m    |                | 2,90 m    |
| Maffle n°17     | 41,10 m   | 5,12      | 1,30 m    |                | 2,90 m    |
| Maffle n°18     | 41,22 m   | 5,15      | 1,30 m    |                | 2,90 m    |
| Ath n°19        | 41,19 m   | 5,17      | 1,30 m    |                | 2,90 m    |
| Ath n°20        | 41,18 m   | 5,11      | 1,30 m    |                | 2,90 m    |
| Ath n°21        | 42,02 m   | 5,08      | 1,30 m    |                | 2,93 m    |

## Estadístiques
El 2005 només 47 embarcacions van utilitzar el canal. Junts amb el riu Dender, hi ha un projecte per a rehabilitar el canal si més no pel transport, almenys per al turisme i la navegació de plaer.
| Trànsit | Trànsit       | Trànsit                          |
| ------- | ------------- | -------------------------------- |
| any     | tonatge total | nombre d'embarcacions comercials |
| 1987    | 38.600 t      | 339                              |
| 1990    | 27.400 t      | 224                              |
| 2000    | 12.700 t      | 149                              |
| 2004    | 2500 t        | 29                               |
| 2005    | 1470 t        | 47                               |